# Montezuma’s Revenge
Montezuma’s Revenge (с англ. — «Месть Монтесумы») — компьютерная игра в жанре платформера, разработанная Robert Jaeger и изданная в 1983 году компанией Parker Brothers. Игра была выпущена для платформ 8-битного семейства Atari, Atari 2600, Atari 5200, Apple II, Colecovision, Commodore 64, IBM PC, Sega Master System, ZX Spectrum (как Panama Joe) и Palm OS (как Jack or 100 ways to barbecue). В СССР игра была также известна под названиями «Монти» (Preliminary Monty — так называлась предварительная, широко растиражированная, но не законченная версия игры: в частности, в этой версии отсутствовала концовка), «Кукарача», «Педро в подземелье» и «Кладоискатель».
Montezuma’s Revenge — один из первых платформеров, объединяющий охоту на сокровища, блуждание по лабиринту, состоящему из множества комнат, и решения загадок. Игрок управляет персонажем игры названным «Панама Джо» (также известен как «Педро»), перемещая его из одной комнаты в другую в лабиринтообразном подземелье императора ацтека XVI века Монтесумы II, заполненном врагами, препятствиями, ловушками и опасностями. Цель игры состоит в наборе очков, путём собирания драгоценностей по пути. Панама Джо должен искать ключи для закрытых дверей, собирать и использовать предметы, такие как факелы, мечи, амулеты и так далее, не теряя свои жизни. Препятствия игры — это лазерные ворота, конвейерные ленты, исчезающие полы и огненные печи. Персонаж игры передвигается прыгая и бегая, а также перемещаясь по шестам, ступенькам и цепям. Враги — черепа, змеи и пауки.
В 2020 году ремастер игры был выпущен в Steam.
| Иноязычные издания | Иноязычные издания |
| Издание            | Оценка             |
| ------------------ | ------------------ |
| VideoGame          | [ 3 ]              |